# Julio Lacarte Muró
Julio Lacarte Muró (1918 - 4 de marzo de 2016) fue un diplomático y político uruguayo, miembro del Partido Colorado.
Se dedicó al comercio exterior. Participó en la fundación del GATT en 1948. Representó también a Uruguay ante la (OEA). Participó en la creación de la OMC, la UNCTAD y el BIRF. Presidió la ALALC.
Se desempeñó como embajador en Estados Unidos, Alemania, Bolivia, Argentina, Japón, India, Ecuador, y Tailandia.
Militante del Partido Colorado, sector Lista 15, en las elecciones de 1962 fue candidato al Consejo Nacional de Gobierno, sin resultar electo. También fue candidato a la Vicepresidencia de la República acompañando a Jorge Batlle Ibáñez en las elecciones de 1966.
Durante los primeros 4 meses de la presidencia de Oscar Gestido, ocupó la titularidad del Ministerio de Industria y Comercio. Durante su periodo ministerial propició el diálogo entre las cámaras empresariales y la CNT.
Integró la Academia Nacional de Economía del Uruguay.
Entre 1995 y 2001 integró el Órgano de Apelación de la OMC.
En 2005, a los 87 años, asumió la presidencia de la Cámara Nacional de Comercio y Servicios del Uruguay.
Estuvo casado con Ivy Emma O'Hara Bennett, con quien tuvo tres hijos: Julieta, Antonio y Eduardo.